# Keroncong

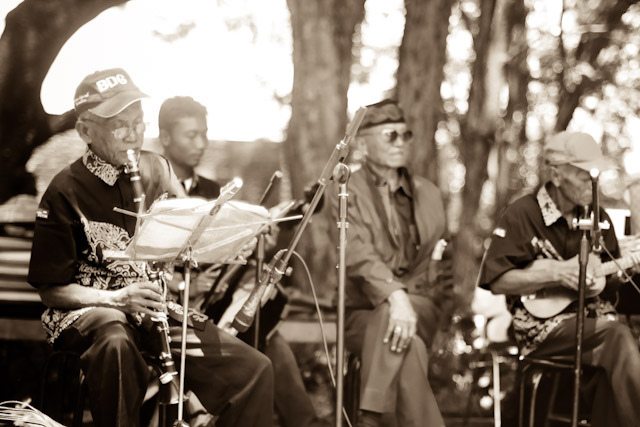
L'orchestre Keroncong Merah Putih ("keroncong rouge et blanc", allusion au drapeau indonésien)

Le keroncong est un instrument de musique de type ukulélé. Il est utilisé dans la musique traditionnelle indonésienne par un groupe de musiciens habituellement composé, en plus du joueur de keroncong, d'un flûtiste, d'une guitare de type cavaquinho, d'un violoncelle et/ou une basse et d'un chanteur ou une chanteuse.
Par extension, la musique jouée avec cet instrument est qualifiée de keroncong. Elle est apparue au XVIe siècle lorsque des marins ont importé des instruments et des musiques portugaises en Indonésie. Elle a tout d'abord été assimilée par les gens du peuple, les Buaya. Puis, elle remonte progressivement dans toutes les couches sociales. Elle est maintenant considérée comme faisant partie du folklore indonésien.